# História dos Cartuxos

Brasão dos Cartuxos

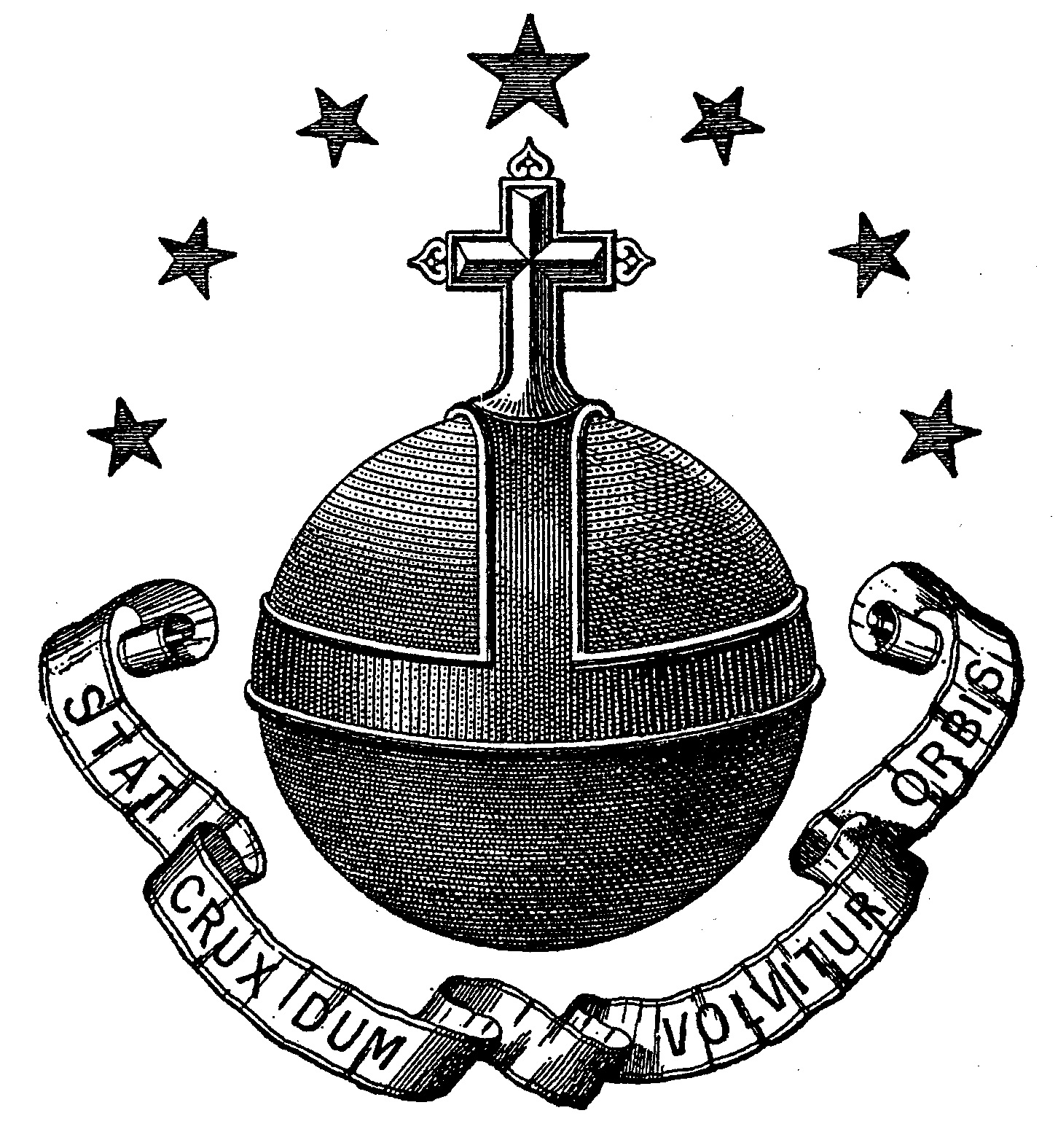
Emblema e divisa da Ordem

A história dos Cartuxos começa em 1084 com a fundação do primeiro mosteiro no Maciço da Chartreuse, acima de Grenoble no Delfinado, par São Bruno, escolástico em Reims, um alemão originário de Colônia e seis companheiros - Lanuin, Hugues le Chapelain, Étienne et Étienne, assim como dois laicos : André e Guérin -  que fundaram a comunidade de a Grande Chartreuse, a matriz da ordem dos Cartuxos  - .
O primeiro  Capítulo geral da Ordem, reuniu todas as monges, em 1140 e esta data marca a nascença da canonização da Ordem dos Cartuxos - em francês:  Ordre des Chartreux - que toma assim lugar junto às outras grandes instituições monásticas da Idade Média.
Bruno não tendo deixado nenhuma regra escrita, foi o quinto prior, Guigues I, cerca de 1127, que escreveu os hábitos e práticas usados durante o período de Bruno, a isso a pedido das outras comunidades que queriam seguir os mesmos preceitos. Este documento, e tal como aparece impresso em 1510, é conhecido como Consuetudines Cartusiae.
Em 1090, Bruno foi chamado pelo Papa Urbano II a Roma e rapidamente, parte a fundar na Calábria um novo eremitério, sem ligação institucional com a primeira fundação de Chartreuse. Depois da sua morte, a 6 de Outubro de 1101, esta segunda fundação junta-se rapidamente à ordem cisterciense.

## Chartreuses

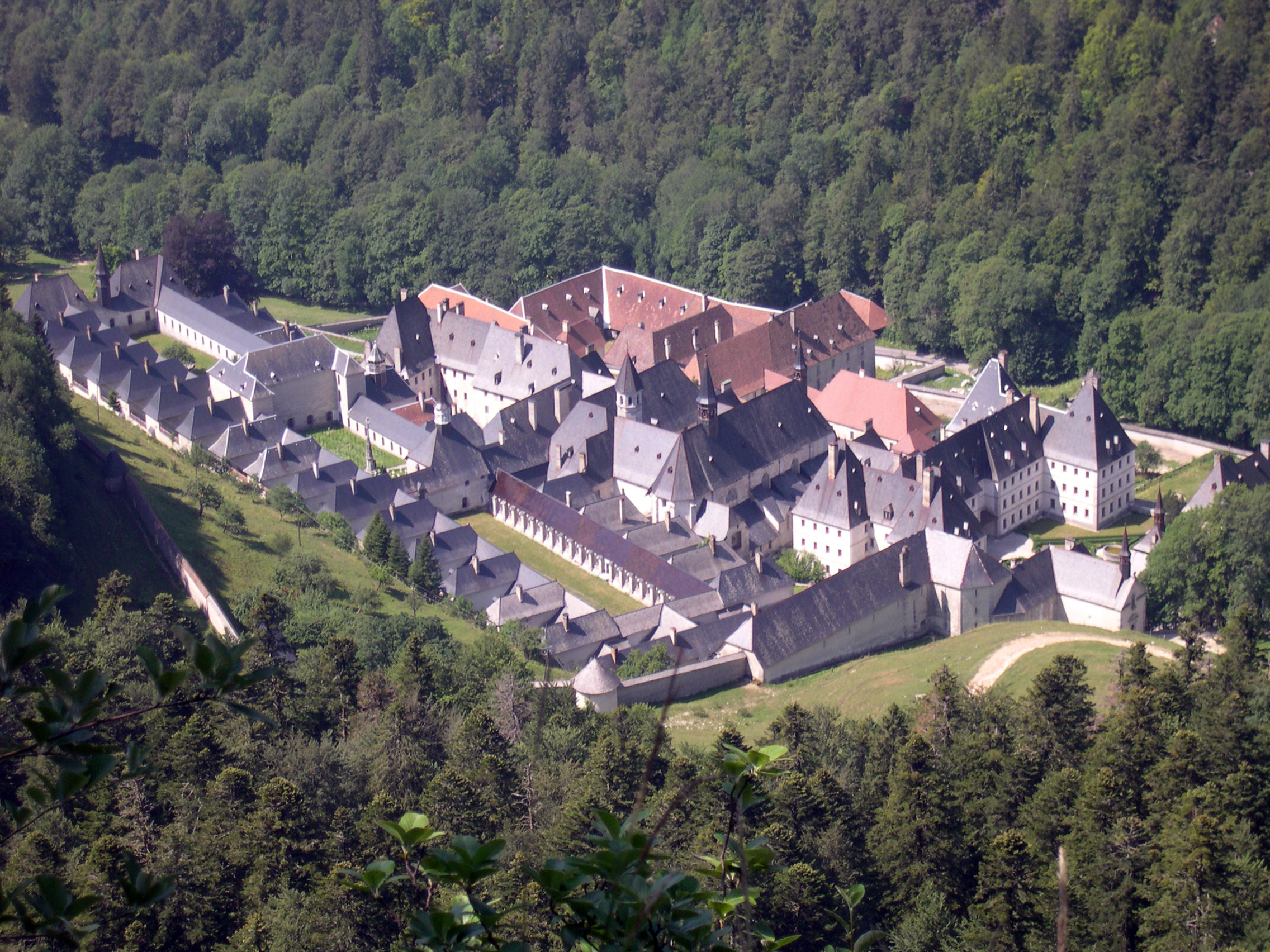
A Grande Chartreuse

A ordem contava no século XIX 92 mosteiros, e além do primeiro e o mais importante, a Grande Chartreuse - literalmente a Grande Cartuxa - eram de grande importância a Chartreuse de Farneta, onde se refugiaram os monges da Grande Charteuse, a Chartreuse de Galluzzo em Florença, a Chartreuse de Pisa e a Chartreuse de Pavia.